# Nomada krombeini
Nomada krombeini är en biart som beskrevs av Schwarz 1966. Nomada krombeini ingår i släktet gökbin, och familjen långtungebin. Inga underarter finns listade i Catalogue of Life.